# Област Кудо
Област Кудо (јап. 久遠郡) Kudō-gun се налази у субпрефектури Хијама, Хокаидо, Јапан. 
2004. године, у области Кудо живело је 2.458 становника и густину насељености од 18,36 становника по км². Укупна површина је 133,91 км².

## Вароши
- Сетана (Таисеј и Китахијама су спојени у варош Сетана 2005.)